# Balsaminengewächse
Die Pflanzenfamilie der Balsaminengewächse (Balsaminaceae oder selten auch Impatientaceae genannt) gehört zur Ordnung der Heidekrautartigen (Ericales).

## Beschreibung und Ökologie
Die Balsaminengewächse sind ein- oder mehrjährige krautige Pflanzen mit durchscheinendem, fleischigem Gewebe in den Stängeln. Die Pflanzenteile sind meist kahl. Die wechselständig und spiralig oder meist gegenständig, selten zu dritt in Wirteln angeordneten Laubblätter sind einfach und gestielt. Am Blattstiel und am Blattrand sind oft Zähne oder Höcker ausgebildet, die Nektar ausscheiden können (extraflorale Nektarien). Der Blattrand ist glatt oder oft fein und scharf gezähnt. Nebenblätter können meist nicht beobachtet werden.
Die Blüten stehen einzeln oder in zymösen Blütenständen.
Charakteristisch sind die stark zygomorphen, um 180 Grad gedrehten, fünfzähligen, zwittrigen Blüten. Von den drei bis fünf Kelchblättern ist das mittlere stark vergrößert, meist gespornt und von der Farbe her ähnlich den Kronblättern. Bei vielen Arten ist der Sporn rundlich sackförmig. Von den vier anderen Kelchblättern sind zwei gut entwickelt, die letzten zwei oft winzig oder ganz fehlend. Von den (selten vier) fünf Kronblättern ist eines vergrößert und bildet die Oberlippe der Blüte. Die vier anderen sind in unterschiedlichem Grad paarweise verwachsen (bei Hydrocera noch frei) und bilden eine aus zwei Teilen bestehende Unterlippe. Die genaue Form und Färbung der Kron- und Kelchblätter variiert je nach Art sehr stark. Es gibt viele ausgesprochen dekorative Arten, die als Zierpflanzen Verwendung finden. Bei der Gattung Hydrocera sind die Blüten noch nicht ganz so stark zygomorph wie bei Impatiens, aber die hier genannten Merkmale treffen in abgeschwächter Form immer noch zu.
Es ist nur ein Kreis mit fünf freien, fertilen Staubblättern vorhanden, sie sind deutlich ungleich und es fehlt der innere Staubblattkreis. In jeder Blüte sind (selten vier) fünf Fruchtblätter zu einem oberständigen Fruchtknoten verwachsen. Der Griffel endet in einer oder fünf Narben. Die Bestäubung erfolgt meist durch Insekten (Entomophilie).
Bei Impatiens werden meist explosiv aufspringende Kapselfrüchte und bei Hydrocera Steinfrüchte gebildet.

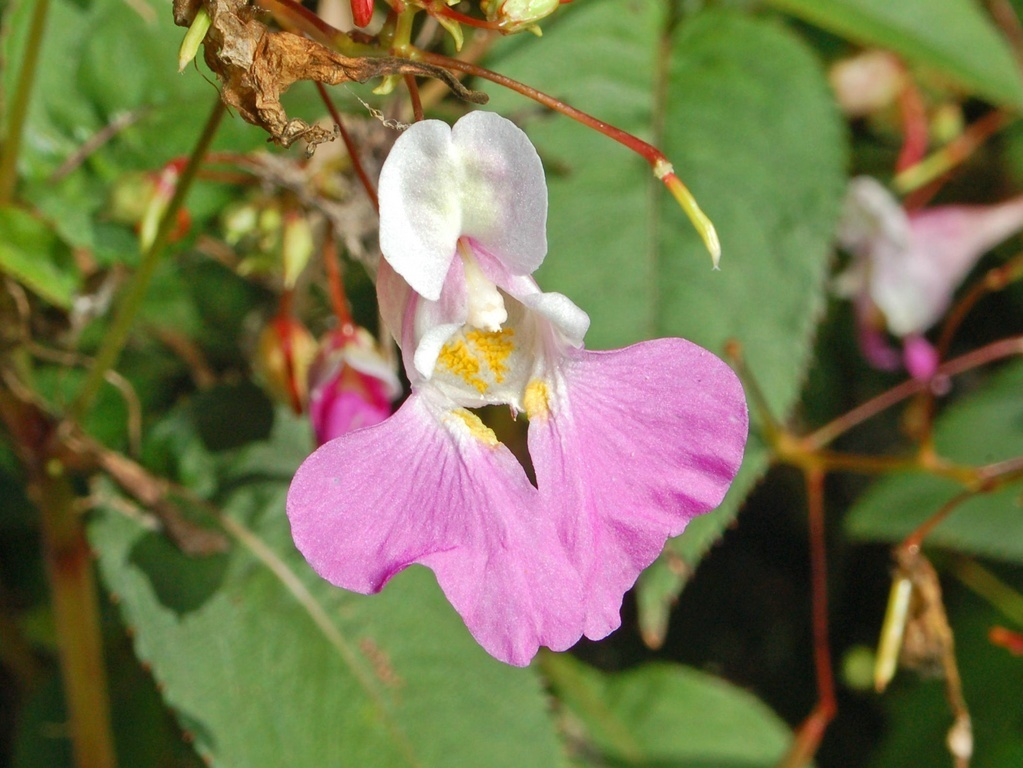
Balfours Springkraut (Impatiens balfourii)

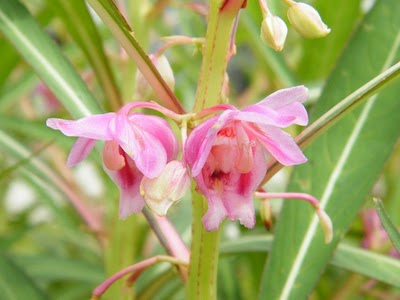
Hydrocera triflora

## Verbreitung
Hauptverbreitungszentren der Familie sind die Bergregionen des tropischen und subtropischen Afrikas, besonders Madagaskars und Südasien. Die meisten Arten der Gattung Impatiens bevorzugen Standorte mit einem ausgeglichenen Wasserhaushalt und kommen entlang von Ufern oder in feuchten Wäldern vor.
Nur wenige Arten gibt es in den gemäßigten Breiten der Nordhalbkugel. Einige Arten sind in vielen Gebieten der Welt Neophyten.

## Systematik
Die Familie enthält etwa 1000 Arten in nur zwei Gattungen: 
- der großen Gattung der Springkräuter (Impatiens L.)
- und einer monotypischen Gattung Hydrocera Blume ex Wight & Arn. mit der einzigen Art:
  - Hydrocera triflora (L.) Wight & Arn., die in Südostasien und Malesien vorkommt.